# Mariametra
Mariametra is een geslacht van haarsterren, en het typegeslacht van de familie Mariametridae.

## Soorten
- Mariametra delicatissima (A.H. Clark, 1907)
- Mariametra subcarinata (A.H. Clark, 1908)
- Mariametra tenuipes A.H. Clark, 1912
- Mariametra tuberculata A.H. Clark, 1912
- Mariametra vicaria (Bell, 1894)